# C18H20O5
化学式C18H20O5（摩尔质量：316.34 g/mol）可能指：
- 考布他汀A4，CAS号：117048-59-6
- 异考布他汀A4（法语：Isocombrétastatine A-4），CAS号：1067880-31-2

|  | 这个同类索引页列出了具有相同分子式的化学物（即同分異構體）条目。 除非您是有意链接至本页，否则应将相应条目的内部链接指向正确的条目。 |